# Hypixel
Hypixel ist ein US-amerikanisches Minecraft-Mehrspielernetzwerk. Seit April 2021 hat der Server über 19 Millionen verschiedene Logins und ist damit der aktuell größte Minecraft-Server der Welt. Der Hypixel-Server läuft auf der Java-Edition von Minecraft und bietet viele verschiedene Spielmodi an, z. B. das unter den Spielern sehr beliebte SkyBlock und den ebenfalls sehr bekannten Modus BedWars. Eine ausgiebige Interaktion der Fans des Servers findet sehr häufig online in Form von Let’s Plays der verschiedenen Spielmodi statt. Am 9. Dezember 2018 wurde das Spiel Hytale angekündigt, das von Minecraft inspiriert ist und von der neugegründeten Firma Hypixel Studios zusammen mit Riot Games entwickelt wurde. 2025 wurde die weitere Entwicklung eingestellt und das Spiel somit nie fertiggestellt. Hypixel Studios wurde Mitte April 2020 von Riot Games übernommen.

## Aufbau und Geschichte
Hypixel wurde am 14. April 2013 von Simon Collins-Laflamme und Philippe Touchette gegründet. Bevor Collins-Laflamme und Touchette den Minecraft-Server gründeten, haben sie eigene Minecraft-Adventure-Maps erstellt und diese auf ihrem YouTube-Kanal hochgeladen, um sie zu präsentieren. Später haben die Gründer eigene Minispiele erstellt, die die Spieler spielen konnten, während sie auf die Adventure-Maps warteten. Diese Adventure-Maps gewannen mit der Zeit immer weiter an Popularität. Der Server besteht also aus einer Reihe verschiedener Minispiele und Player-versus-Player-Karten und bietet regelmäßig verschiedene Events an. Der Server finanziert sich durch das Verkaufen von speziellen Rängen mit bestimmten Vorteilen an die Nutzer sowie durch Spenden. Ursprünglich konnte man den Server durch das Kaufen der zwei Ränge „VIP“ und „VIP+“ unterstützen. Im Dezember 2013 kamen noch die Ränge „MVP“ und „MVP+“ hinzu, gefolgt von dem bis heute teuersten Rang „MVP++“, welcher am 18. Dezember 2017 eingeführt wurde. Bei fast allen aktuell erhältlichen Rängen bleibt der Rangstatus dauerhaft erhalten, „MVP++“ läuft jedoch nach einer gewissen Zeit aus, welche beim Kauf des Rangs ausgewählt wird.

### Hypixel in China
Im Mai 2017 startete Hypixel eine Partnerschaft mit dem Unternehmen NetEase, dem Publisher von Minecraft in China, um für die dortige zensierte Minecraft-Version einen eigenen Hypixel-Server herauszubringen, auch bekannt als „Chypixel“. Am 13. April 2020 gab NetEase bekannt, dass die chinesische Version des Servers herunterfahren soll, da der Vertrag ausgelaufen und nicht verlängert worden war.

## Spielerzahlen
Am 21. Dezember 2016 erreichte der Hypixel-Server eine Gesamtzahl der registrierten Spieler von 10 Millionen, später am 13. Dezember 2018 14 Millionen, und am 7. April 2020 18 Millionen Spieler. Der Server ist im Besitz von Hypixel Inc. und zieht jeden Monat rund 2 Millionen Spieler an. Am 9. April 2020 erreicht das Netzwerk als erster Minecraft-Server der Welt die Spielermarke von 150.000 Spielern, die sich gleichzeitig auf dem Netzwerk befunden haben. Am 16. April 2021 erreichte Hypixel aufgrund eines einzigartigen Skyblock-Events den Höchststand an Spielern, die sich gleichzeitig auf dem Netzwerk befunden haben, nämlich 216.670 Spieler.

## Hackerangriffe und Sicherheit
Hypixel hatte öfter mit DDoS-Angriffen von Hackern zu kämpfen. Ein größerer Angriff fand im September 2016 statt, als die Besitzer des Bot-Netzes Mirai die gleichnamige Malware verwendeten, um die Server von Hypixel anzugreifen. Der Hauptzweck des Angriffs bestand darin, die Spieler von Hypixel zu einem anderen Minecraft-Server zu bewegen. Im April 2018 begann Hypixel Cloudflare Spectrum als DDoS-Schutz zu verwenden.
Des Weiteren wurden am 3. Mai 2022 der Minecraft-Server und die Webseite von Hackern übernommen. Die Webseite wurde so hingehend verändert, um Kryptowährungsbetrug zu bewerben.

## Auszeichnungen
Der Minecraft-Server von Hypixel hat vier Weltrekorde im Guinness-Buch der Rekorde gewonnen.
| Datum           | Auszeichnung           | Kategorie                                                                                           | Nominierter      | Ergebnis | Einzelnachweise |
| --------------- | ---------------------- | --------------------------------------------------------------------------------------------------- | ---------------- | -------- | --------------- |
| 7. Juli 2017    | Guinness World Records | Beliebtester unabhängiger Server für ein Videospiel                                                 | Hypixel Netzwerk | Gewonnen | [ 14 ] [ 21 ]   |
| 7. Juli 2017    | Guinness World Records | Beliebtestes Minecraft-Server-Netzwerk                                                              | Hypixel Netzwerk | Gewonnen | [ 2 ]           |
| 11. August 2017 | Guinness World Records | Die meisten Spiele auf einem Minecraft-Server: 43                                                   | Hypixel Netzwerk | Gewonnen | [ 22 ]          |
| 24. August 2017 | Guinness World Records | Die meisten einzigartigen Spieler, die sich auf einem Minecraft-Server angemeldet haben: 11.982.298 | Hypixel Netzwerk | Gewonnen | [ 2 ]           |